# 少年天子

小说封面

《少年天子》是凌力创作的一部以顺治帝为主角的长篇历史小说。小说于1987年出版，曾得第三届茅盾文学奖；其后凌力又写出了前传倾城倾国及续篇少年康熙。2003年根据小说改编的电视剧《少年天子》播出。

## 版本信息
- 1987年8月.凌力.北京十月文艺出版社.ISBN 9787530200612.初版.
- 2005年.凌力.长江文艺出版社.ISBN 753542970X.